# Anastasia Tyurina
Anastasia Pawlowna Tyurina (en russe Анастасия Павловна Тюрина), née le 13 octobre 2010 à Tambov, est une joueuse de balalaïka russe.

## Biographie

### Enfance et première notoriété
Anastasia Tyurina naît le 13 octobre 2010 à Tambov, en Russie. À l'âge de deux ans, elle est marquée par une audition de balalaïka et réclame à ses parents d'en jouer. Dès ses quatre ans, elle se forme à l'instrument ; ses premières expériences en public ont lieu à partir de l'âge de cinq ans.
Le 11 décembre 2016, elle est invitée par Maxime Galkine sur le plateau de l'émission « Лучше всех! » (« Mieux que tout ! ») et s'y fait connaître. La chanteuse Ekaterina Ivanchikova (ru) lui propose de l'accompagner pour son spectacle du Nouvel An suivant,.

### Prestations nationales et internationales
À partir de 2017, Anastasia Tyurina devient boursière de la Fondation Vladimir Spivakov (en), et participe notamment à plusieurs festivals où elle joue avec Les Virtuoses de Moscou. Son interprétation de la chanson Valenki avec l'orchestre académique national des instruments populaires russes est particulièrement remarquée,,,.
En 2020, elle participe à un concert de gala de la fondation « New Names » rassemblant d'autres musiciens considérés comme de jeunes prodiges,.